# Honnecourt-sur-Escaut
 Honnecourt-sur-Escaut là một xã của tỉnh Nord, thuộc vùng Hauts-de-France, miền bắc nước Pháp.